# GTPアーゼ活性化タンパク質
GTPアーゼ活性化タンパク質（GTPアーゼかっせいかタンパクしつ、英: GTPase-activating proteinまたはGTPase-accelerating protein、略称: GAP）は、Gタンパク質（GTPアーゼ）の機能調節を行うタンパク質のファミリーである。GTPアーゼ活性化因子と呼ばれることもある。GAPはGタンパク質に結合してその活性を促進し、シグナリングを終結させる。Gタンパク質はさまざまな重要な細胞内プロセスに関与しているため、その調節も重要である。例えば、ヘテロ三量体型Gタンパク質は、ホルモンによる情報伝達など、Gタンパク質共役受容体からのシグナルの伝達に関与しており、低分子量GTPアーゼは細胞内輸送や細胞周期などのプロセスに関与している。GAPの機能は、Gタンパク質の活性をオフ状態にすることである。この意味においてGAPの機能は、Gタンパク質によるシグナリングの活性化を行うグアニンヌクレオチド交換因子（GEF）の反対である。

## メカニズム

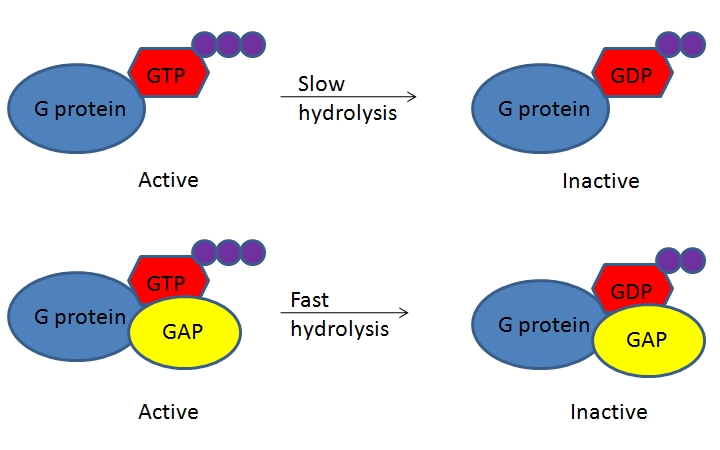
GTPアーゼには、GTPを加水分解する活性があるが、ゆっくりとしたものである。しかしGAPの存在下では、この加水分解活性は向上する。

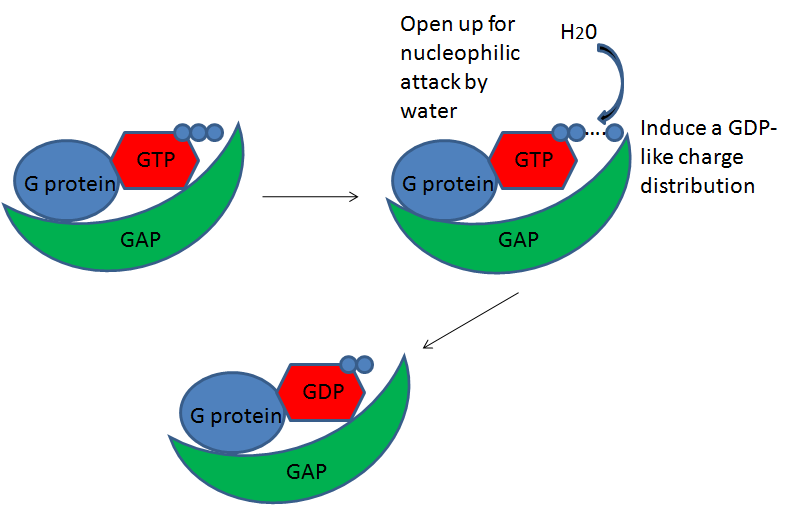
GAPは水分子による求核攻撃のためにGTPアーゼを開き、GDPのような電荷分布をもたらす。

GAP はGタンパク質共役受容体ファミリーと深く関連している。Gタンパク質は、GTPを結合しているときに活性化状態となる。GTPの結合によって、Gタンパク質の活性が変化し、阻害サブユニットが解離することでその活性は向上する。この活性化状態のとき、Gタンパク質は他のタンパク質を結合し、下流の標的因子へシグナル伝達を行う。GAPは、このプロセスを調節しており、Gタンパク質の活性を低下させる。
Gタンパク質は弱いGTP加水分解活性を有しており、GTPのリン酸結合を分解してGDP を生成する。GDP結合状態では、Gタンパク質は次第に不活性化され、標的に結合できなくなる。この加水分解反応はきわめてゆっくりと進行するため、その活性には「タイマーが内蔵されている」と表現することもできる。GAPは、Gタンパク質のGTPアーゼ活性を向上させることで、このGタンパク質のタイマーを加速させる。 
GAPは、Gタンパク質中のGTPを求核攻撃の基質に適した状態にし、加水分解反応の遷移状態のエネルギーを低下させると考えられている。例えば、低分子量GTPアーゼのGAPの多くは、保存されたフィンガー様ドメイン（多くはアルギニン残基のフィンガー）を持っており、これによってGタンパク質のGTP結合状態のコンフォメーションが変化し、GTPが水分子による求核攻撃を受けやすい状態へ差し向けられる。同様に、GAPはGタンパク質に結合したGTPの電荷の分布をGDPに似た分布へと変化させているように思われる。GTPの電荷の分布が反応産物であるGDPとリン酸のものに似たものとなり、求核攻撃のために分子が開いた状態となることで、遷移状態へのエネルギー障壁が下げられ、GTPは加水分解されやすくなる。 
GAPがGタンパク質のタイマーを加速させて不活性化することと、GEFの不活性化によって、Gタンパク質のシグナリングはオフ状態に保たれる。それゆえ、GAPはGタンパク質の調節に極めて重要である。 

## 例と分類

### 低分子量GTPアーゼに対するGAP
RasスーパーファミリーのGTPアーゼに対して作用するGAPは、保存された構造とメカニズムを有している。Ranは細胞質と核の両方に見つかるGTPアーゼである。RanによるGTPの加水分解が核内タンパク質の細胞質への輸送に必要なエネルギーを供給していると考えられている。RanはGEFによって活性化され、GAPによって不活性化される。
YopEドメインは、Rhoに対するGAPのタンパク質ドメインであり、RhoA、Rac1、Rac2といった低分子量GTPアーゼを標的とする。

### ヘテロ三量体型Gタンパク質に対するGAP
ヘテロ三量体型Gタンパク質のαサブユニットに作用するGAPのほとんどはRGS (regulator of G protein signaling) タンパク質ファミリーに属している。

### その他
真核生物の翻訳開始因子eIF5はeIF2に対するGAPである。

## Gタンパク質への特異性
一般的に、GAPの標的Gタンパク質に対する特異性は極めて高い傾向にある。特異性の正確な機構は完全には知られていないが、この特異性はさまざまな要因に由来すると考えられている。最も基礎的なレベルでは、GAPとGタンパク質間の特異性は、単純にタンパク質発現の時期と位置に由来すると考えられている。例えば、RGS9-1は網膜の桿体細胞と錐体細胞に特異的に発現しており、この領域で光シグナル伝達に関与するGタンパク質と相互作用する唯一のGAPである。特定のGAPと特定のGタンパク質が同じ時間と場所で発現されることで、その特異性が保証されていることもある。一方、足場タンパク質によって、相互作用の特異性が得られていることもある。また、GAPが特定のGタンパク質にしか認識されないアミノ酸ドメインを持っていることもある。これらのメカニズムによって、GAPはそれぞれ特定のGタンパク質に対して調節を行っている。

## 調節
GAPはGタンパク質を調節するが、GAP自身もいくつかのレベルで調節されている。多くのGAPは、自身が調節する経路の下流の因子と相互作用するアロステリック部位を持っている。例えば、上述した光受容体のGAPであるRGS9-1は、網膜における光シグナル伝達の下流の構成要素であるcGMPホスホジエステラーゼ（cGMP PDE）と相互作用する。cGMP PDEとの結合によって、RGS9-1のGAP活性は向上する。言い換えれば、光受容体によって誘導されるシグナル伝達経路の下流の標的が、この経路の阻害剤を活性化する。このような下流の因子によるGAPのポジティブな制御は、活性化されたシグナル伝達経路を最終的にオフ状態にする、ネガティブフィードバックループとして機能する。
また反対に、Gタンパク質のシグナル伝達経路の下流の因子がGAPを阻害する、ネガティブな制御の例も存在する。Gタンパク質制御型カリウムチャネルでは、ホスファチジルイノシトール-3,4,5-三リン酸（PIP3）がシグナル伝達経路の下流の標的である。PIP3は、RGS4 GAPに結合して阻害する。このようなGAPの阻害は、おそらくシグナル伝達経路を活性化するための「プライミング」の役割があると考えられている。Gタンパク質が一旦活性化されるとGAPが一時的に阻害されるため、活性が持続する時間帯が作り出される。カリウムチャネルが活性化されると、カルシウムイオンが放出されてカルモジュリンに結合する。カルシウムが結合したカルモジュリンはGAPに対し、PIP3と同じ部位に競合的に結合してPIP3と置き換わる。それによってGAPは再活性化され、Gタンパク質のシグナル伝達経路はオフ状態になる。このプロセスでは、調節因子によってGAPの阻害と活性化の両方が行われることが示されている。他のシグナル伝達経路の要素によってGAPの活性が制御される、クロストークも存在している。
また、いくつかの知見はGAP間のクロストークの可能性を示唆している。近年の研究で、p120Ras-GAPはDLC1 Rho-GAPの触媒ドメインに結合することが示された。Ras-GAPのRho-GAPへの結合はRho-GAPの活性を阻害し、それによってRho Gタンパク質が活性化される。このようなGAP間のクロスレギュレーションの理由はまだ明らかではないが、1つの仮説は、GAP 間のクロストークによってGAPによるオフシグナルの全てが減衰する、というものである。p120Ras-GAPが活性化されると特定の経路は阻害されるが、他のGAPを阻害するため細胞内の他のプロセスは継続される。これによってシステム全体が1つのオフシグナルによってシャットダウンされないように保証されている可能性がある。GAPの活性は極めて動的であり、他のシグナリング経路の構成要素と多く相互作用している。

## 疾患との関連

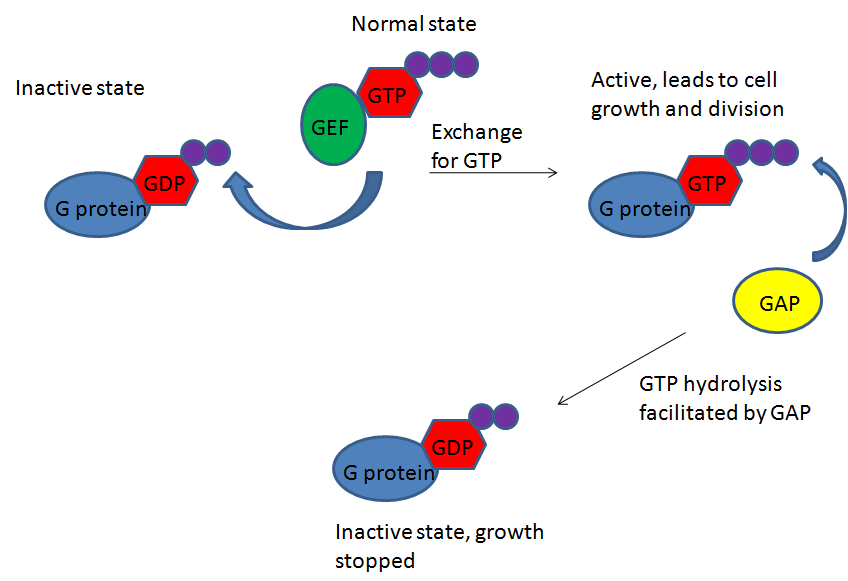
通常Gタンパク質はGAPによって調節されており、それによって細胞分裂も制御されている。

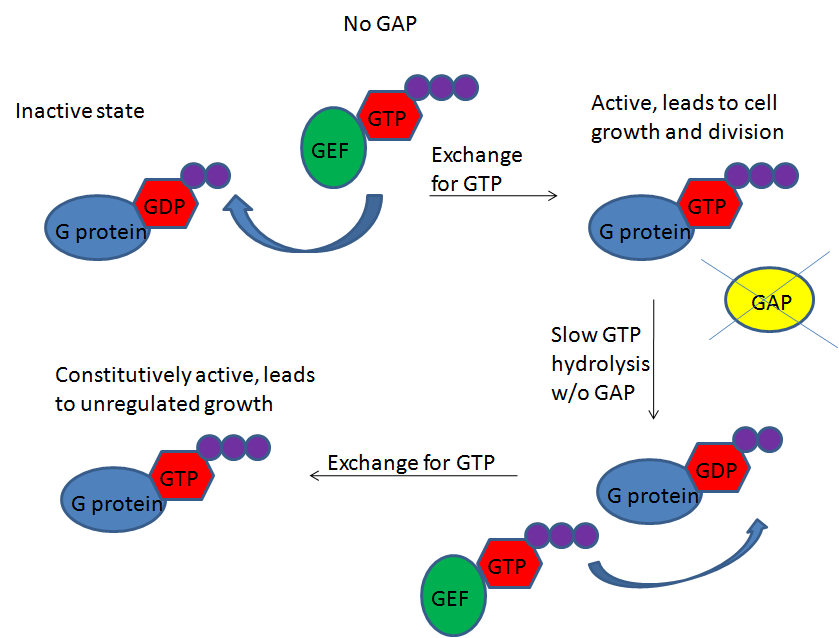
GAPが存在しないと、Gタンパク質自体の加水分解活性は弱く、GEFが常にGDPをGTPに置き換えるため、Gタンパク質は恒常的にオン状態になる。それによって、細胞分裂が調節されなくなり、腫瘍が形成される。

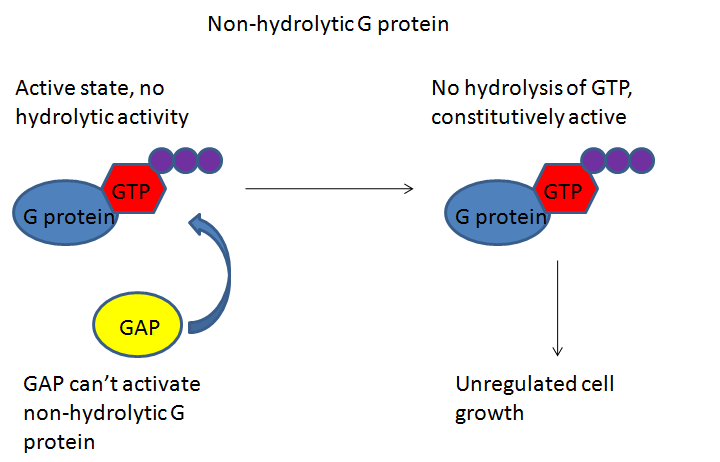
加水分解活性を持たないGタンパク質は、結合したGTPを加水分解できない。GAPは、このような機能喪失した酵素を活性化することはできない。そのため、Gタンパク質は恒常的にオン状態となって、細胞分裂が調節されなくなり、腫瘍が形成される。

GAPは、非常に重要なGタンパク質の機能を調節するため、重要である。Gタンパク質の多くが細胞周期に関与しており、がん原遺伝子として知られている。例えば、Gタンパク質のRasスーパーファミリーは多くのがんと関連しているが、これはRasがFGFなどの成長因子の共通の下流の標的であるためである。通常の状況では、このシグナル伝達経路によって細胞の成長や増殖が誘導されている。一方がんでは、この成長はもはや調節されておらず、結果として腫瘍が形成される。
このがん原性は、これらのGタンパク質に関連するGAPが機能を喪失するか、またはGタンパク質がGAPに反応しなくなるか、によってしばしば引き起こされている。前者の場合、Gタンパク質はGTPを迅速に加水分解することができないので、Gタンパク質の活性化状態が持続することとなる。Gタンパク質自体も弱い加水分解活性を持っているが、機能的なGEFの存在下ではGDP-GTP交換が行われるため、不活性状態のGタンパク質は常に活性化状態へ変換される。Gタンパク質の活性を抑制するGAPが存在しないので、Gタンパク質は恒常的に活性化状態となり、無制御に細胞が増殖するがん状態となる。後者の場合では、Gタンパク質はGTPを加水分解する活性を失っている。このような機能喪失したGタンパク質酵素に対しては、GAPはGTPアーゼ活性を活性化することができないので、Gタンパク質は恒常的にオン状態となる。このときも、無制御に細胞が増殖するがん状態となる。
GAPの機能不全の例は臨床的には至る所で見られる。いくつかのケースではGAPの遺伝子発現の減少が関与している。例えば、近年の甲状腺乳頭がんの例では、がん細胞でRap1GAPの発現が減少しており、qRT-PCR実験によるとmRNAの発現減少が原因のようである。他の例では、いくつかのがんでRasGAPの発現が喪失しており、それは遺伝子のエピジェネティックなサイレンシングによるものであった。これらの細胞では遺伝子近傍でCpGメチル化が起きており、遺伝子の転写がサイレンシングされていた。 
他のがんでは、Gタンパク質がGAPへの感受性を喪失していた。これらのGタンパク質には、GTPアーゼ活性を破壊するようなミスセンス変異が生じていた。GAPは変異型Gタンパク質にも結合したが、GAPによるGTPアーゼ活性の促進効果はGタンパク質自体のGTPアーゼ活性が失われているため無意味である。例を挙げると、T24膀胱がん細胞株では、G12Vのミスセンス変異によってRasタンパク質が恒常的に活性化されている。この場合、Gタンパク質の調節因子は存在しているものの、Gタンパク質自体の機能喪失によって調節は失われている。 
このようにGAPとGタンパク質との相互作用は、臨床的に極めて重要であり、がん治療の潜在的な標的である。 